# SN 2001by
SN 2001by – supernowa odkryta 25 marca 2001 roku w galaktyce A152552-0210. W momencie odkrycia miała maksymalną jasność 20,30m.